# Zrubok, Baranivka
Zrubok (în ucraineană Зрубок) este un sat în comuna Berestivka din raionul Baranivka, regiunea Jîtomîr, Ucraina.

## Demografie
Componența lingvistică a localității Zrubok
     Ucraineană (92,86%)
     Rusă (7,14%)
Conform recensământului din 2001, majoritatea populației localității Zrubok era vorbitoare de ucraineană (92,86%), existând în minoritate și vorbitori de rusă (7,14%).